# Ca n'Eimeric (Riudellots de la Selva)
Ca n'Eimeric o Mas Ciurana és una masia gòtica al Veïnat de Torreponça de Riudellots de la Selva inclosa a l'Inventari del Patrimoni Arquitectònic de Catalunya. El mas Aymerich o Ciurana existia ja el 1205 amb el nom de Guerau de Benaula. El 1659 els Ciurana van obtenir el títol de cavallers i van esdevenir un dels principals propietaris del poble.

## Arquitectura
Edifici de dues plantes i golfes i vessants a laterals amb cornisa plana. La porta principal és d'arc de mig punt amb grans dovelles. Al primer pis, les dues finestres laterals són amb llinda decorada i guardapols amb acabament decorat als extrems i la central és d'arc conopial lobulat, amb impostes decorades amb motius vegetals i animals. El guardapols té en un dels extrems una figura d'animal amb cap humà, ia a l'altre un cap humà. A la planta baixa hi ha també una finestra emmarcada amb pedra coberta per una reixa de ferro forjat decorada amb caps de drac. L'obertura de les golfes és una finestra rectangular geminada també de pedra. Al costat dret hi ha adossat el garatge i a l'esquerre trobem tres contraforts, tres obertures amb impostes i una finestra amb reixa com la de la façana principal. A l'interior, totalment reformat, trobem un embigat de fusta i rajol i portes adovellades de mig punt. És una construcció de gran simplicitat i elegància, testimoni del ressorgiment econòmic del segle xvi.